# Hapoel
Hapoel (Hebreeuws: הפועל, "ha-po'eel" vert. de werker) is een Israëlische sportorganisatie.
Deze werd opgericht als een samenwerking van de Histadrut van de werkers in het land Israël.

## Teams
- Hapoel Akko
- Hapoel Ashkelon
- Hapoel Beër Sjeva
- Hapoel Bnei Lod
- Hapoel Hadera
- Hapoel Haifa
- Hapoel Ironi Kiryat Shmona
- Hapoel Jeruzalem
- Hapoel Kefar Saba
- Hapoel Nazareth Illit
- Hapoel Petach Tikwa
- Hapoel Ra'annana
- Hapoel Tel Aviv